# Nectandra cufodontisii
Nectandra cufodontisii là một loài thực vật thuộc họ Lauraceae. Loài này có ở Costa Rica, Nicaragua, và Panama.